# Got Talent
Got Talent és un format de TV britànic creat per Simon Cowell, de la companyia SYCO. El pilot va ser realitzat a Gran Bretanya i va començar a transmetre's per ITV, convertint-se ràpidament en un èxit.
El reality xou ja té més de 50 versions a tot el món, tan així que la franquícia Got Talent és una de les franquícies televisives que més ràpid ha crescut en els últims temps.

## Format
Got Talent és un reality xou amb format de competència de talents, en el qual els participants són avaluats per tres jurats en audicions que decidiran si el concursant mereix passar a una semifinal.
El públic televident és l'encarregat de triar als millors en l'etapa de semifinals i en la final votant vies telefònica i SMS.